# Desoria olivacea
Desoria olivacea är en urinsektsart som först beskrevs av Tycho Fredrik Hugo Tullberg 1871.  Desoria olivacea ingår i släktet Desoria, och familjen Isotomidae. Arten är reproducerande i Sverige.